# Alexandre Cuvillier
Alexandre Cuvillier (* 17. Juni 1986 in Cucq) ist ein französischer Fußballspieler.

## Karriere
Cuvillier begann das Fußballspielen bei lokalen Vereinen rund um seinen Geburtsort Cucq im Pas-de-Calais, darunter der AC Le Touquet, der früher in der zweiten Liga spielte. Von dort aus wechselte er 2003 in die Jugendmannschaft des Stade Reims, wo er 2006 in die Zweitligamannschaft aufrückte. Für diese debütierte er, als er am 18. Mai 2007 beim 1:1 gegen den FC Libourne-St. Seurin in der 77. Minute eingewechselt wurde. Dem folgte in derselben Saison noch ein weiterer Einsatz. In der darauffolgenden Spielzeit lief er regelmäßiger für Reims auf, bis er zur Winterpause 2007/08 bei der US Boulogne unterschrieb. Bei Boulogne avancierte er in den folgenden Monaten zum Stammspieler und konnte als solcher mit der Mannschaft 2009 in die erste Liga aufsteigen, wo er seinen Stammplatz behalten konnte. Zwar folgte am Ende der Spielzeit 2009/10 der direkte Wiederabstieg, doch Cuvillier verblieb dank eines Leihgeschäfts an die AS Nancy in der höchsten Spielklasse. Auch dort spielte er regelmäßig, obwohl er nicht derart unumstritten war wie zuvor in Boulogne. 
Am Ende des Jahres wurde er von Nancy für eine Million Euro verpflichtet, aber in der Winterpause 2011/12 erneut ausgeliehen. Sein vorübergehender Arbeitgeber war der Zweitligist RC Lens aus seiner Heimatregion. Obwohl er häufig für den Verein auflief, sahen sich die Verantwortlichen in Nancy dazu veranlasst, ihn im Sommer 2012 erneut zu verleihen. Die dritte Leihe in Cuvilliers Karriere fand beim SM Caen statt, wo er zur Stammkraft im Team wurde. 2013 kehrte er zur mittlerweile in die Zweitklassigkeit abgestiegenen AS Nancy zurück und schaffte dort ebenfalls den Sprung in die Stammelf. Im Sommer 2013 kehrte Cuvillier nach Nancy zurück. Im Juli 2014 wechselte er zu Stade Brest, die ebenfalls in der Ligue 2 spielen.
Im Juni 2021 schloss er sich dem in der Première Ligue de soccer du Québec spielenden Klub AS Blainville an.